# Mac Bohonnon
Mac Bohonnon (New Haven, 27 marzo 1995) è uno sciatore freestyle statunitense, vincitore di una Coppa del Mondo di salti.

## Biografia
In Coppa del Mondo ha esordito il 20 gennaio 2012 a Lake Placid (19º), ha ottenuto il primo podio il 14 gennaio 2014 a Val Saint-Côme (2º) e la prima vittoria il 30 gennaio 2015 a Lake Placid.
Ha vinto la Coppa del Mondo di salti nel 2015.
In carriera ha partecipato a un'edizione dei Giochi olimpici invernali, Soči 2014 (5º nei salti), e una dei Campionati mondiali (14º a Kreischberg 2015).

## Palmarès

### Coppa del Mondo
- Miglior piazzamento in classifica generale: 2º nel 2015.
- Vincitore della Coppa del Mondo di salti nel 2015.
- 7 podi:
  - 3 vittorie;
  - 3 secondi posti;
  - 1 terzo posto.

#### Coppa del Mondo - vittorie
| Data             | Luogo       | Paese       | Disciplina |
| ---------------- | ----------- | ----------- | ---------- |
| 30 gennaio 2015  | Lake Placid | Stati Uniti | AE         |
| 21 febbraio 2015 | Mosca       | Russia      | AE         |
| 13 febbraio 2016 | Mosca       | Russia      | AE         |

Legenda:

AE = salti

### Campionati statunitensi
- 2 medaglie[2]:
  - 1 oro (salti nel 2015);
  - 1 bronzo (salti nel 2012).